# Geschichte der jüdischen Familie Berthold Marx aus Heilbronn

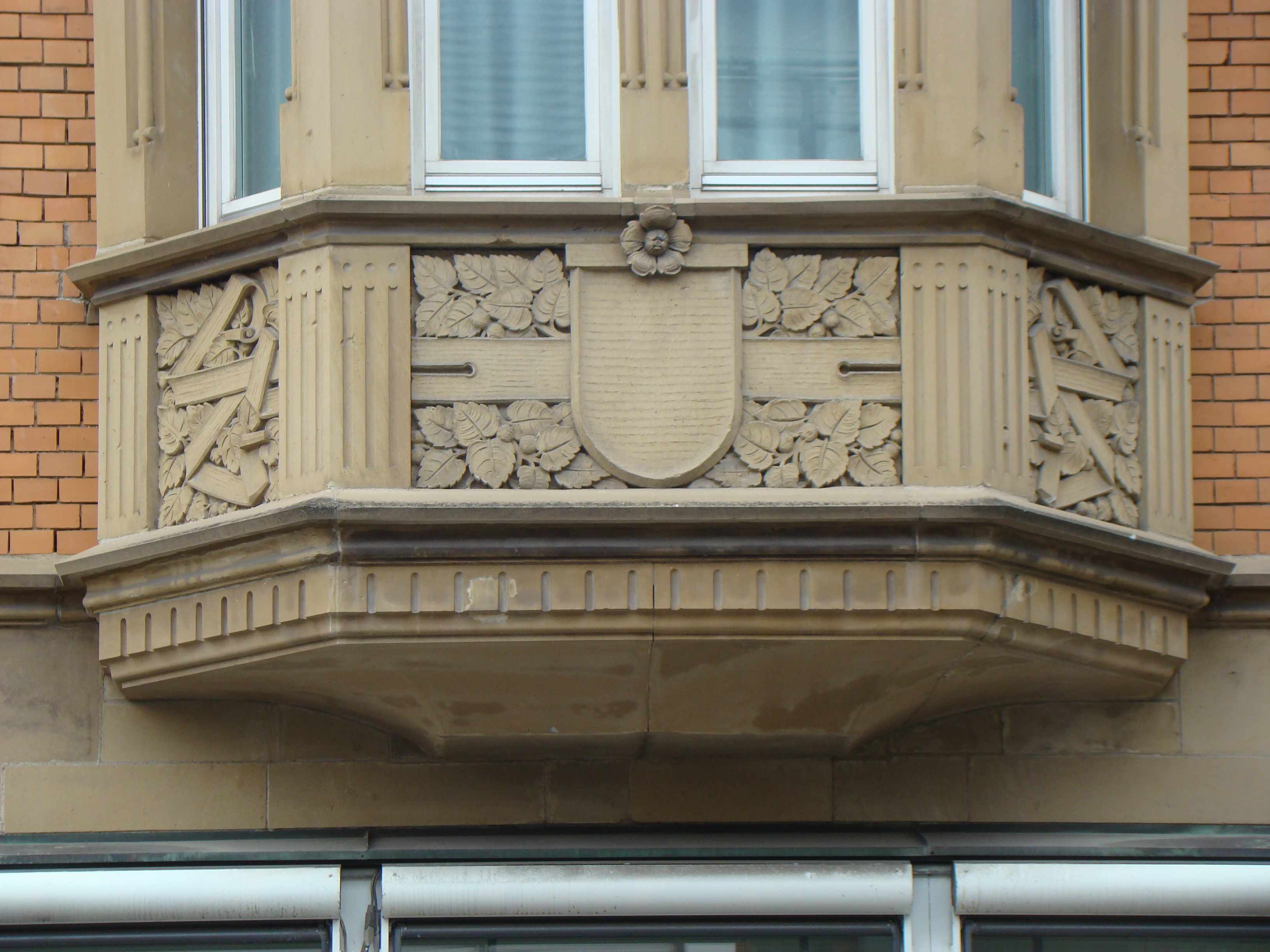
Das Relief zeigt Papierrollen und weist auf die Papierhandlung Berthold und Ludwig Marx im Haus hin.

Die Geschichte der jüdischen Familie Berthold Marx aus Heilbronn beschreibt das Leben, die Enteignung, die Verfolgung und Ermordung der jüdischen Familie Berthold Marx.
Die Familie betrieb in Heilbronn eine Papiergroßhandlung an der Wilhelmstraße 54. Das im Rahmen der Arisierung unter Wert veräußerte und 1950 an die Erben rückerstattete Haus steht unter Denkmalschutz.

## Geschichte

### Familie Berthold Marx

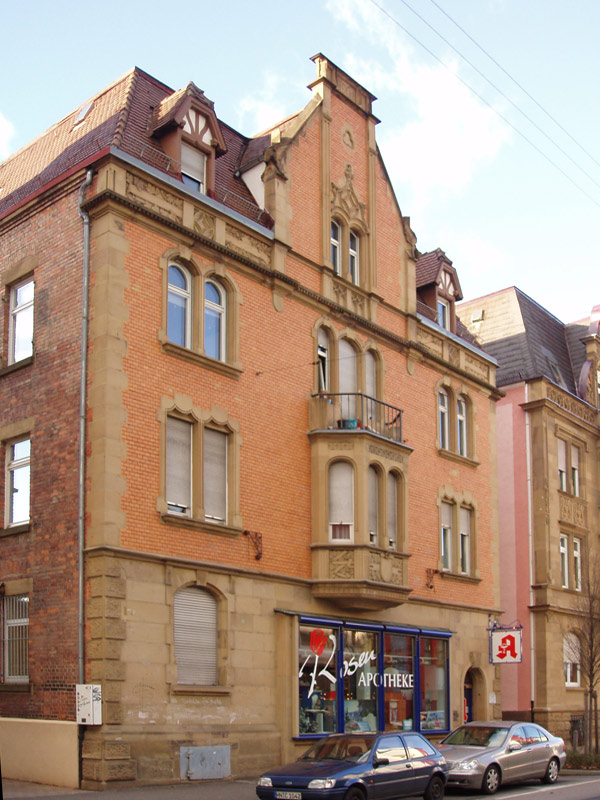
Das denkmalgeschützte Haus Wilhelmstr. 54 in Heilbronn gehörte Berthold Marx und Ludwig Marx, Papiergroßhandlung.

#### Stammbaum
1. Berthold Marx (geb. 1. Juni 1866 in Oberdorf, damals Kreis Neresheim; gest. 15. Januar 1943 im Ghetto Theresienstadt) Papiergroßhandlung, Wilhelmstraße 54 ⚭ Emma Jaraczewsky (geb. 24. März 1870; gest. 25. Februar 1926 in Heilbronn)[1][2][3]
  1. Berta Eskeles geb. Marx (geb. 18. März 1895 in Heilbronn; gest. am 25./29. November 1941 im Fort IX) ⚭ Hugo Eskeles (geb. 6. Februar 1888 in Offenbach; gest. am 25./29. November 1941 im Fort IX)
    1. Senta Lore Eskeles (geb. 4. Oktober 1925 in Zweibrücken; gest. am 25./29. November 1941 im Fort IX)[4][5]

  2. Ludwig Marx (geb. 8. Februar 1897 in Heilbronn; gest. 4. März 1943 in Majdanek) Papiergroßhandlung, Wilhelmstraße 54 ⚭ Johanna Isaac (geb. 29. April 1900 Fremersdorf; deportiert am 7. November 1943 nach Auschwitz)[6][7][8]
    1. Walter Herbert Marx (geb. 27. Februar 1926 in Heilbronn; gest. am 13. August 2013 in New York City[9]) ⚭1950 Ellen Appel Tochter von Josef Appel (geb. 1888) und Helene Koopmann (geb. 13. Juli 1898)[10][11]
      1. David Marx
      2. Ronald Marx
      3. Gary Marx

  3. Hanna Isaac geb. Marx (geb. 16. Februar 1899 in Heilbronn; in New York) ⚭ Max Isaac (gest. 1926 in Merzig).[12][13]
    1. Werner Isaac (geb. 30. Juni 1926 in Fremersdorf; in New York)

#### Leben und Wirken
Der Familie Berthold Marx’ und seinem Sohn Ludwig Marx gehörte eine jüdische Papiergroßhandlung, die in der Wilhelmstraße 54 (Heilbronn) untergebracht war. Hans Franke nennt in Geschichte und Schicksal der Juden in Heilbronn als Bewohner des Hauses auch Curt Flamm, einen Lehrer, Berthold Marx’ Tochter Hansi, die den 1926 in Merzig verstorbenen Max Isaac geheiratet hatte, sowie Hansi Isaacs Sohn Werner und Ludwig Marx’ Sohn Walter.

#### Flucht und Ermordung

##### Deportationen in Heilbronn

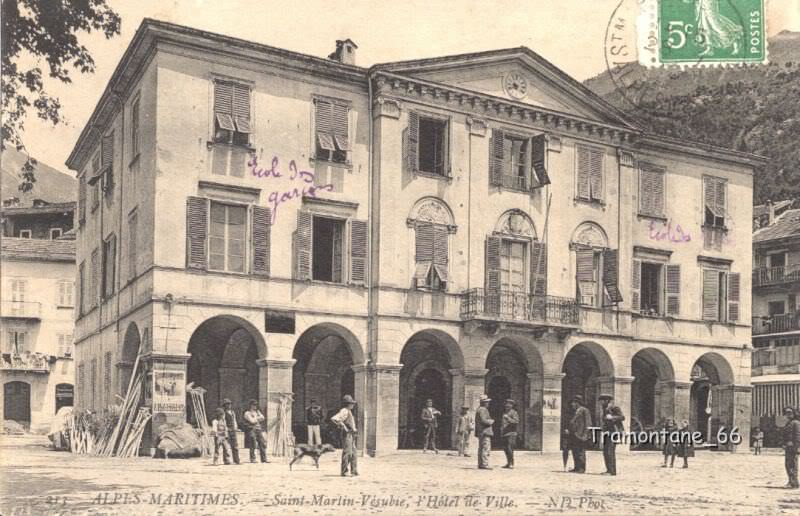
Rathaus von Alpes-Maritimes Saint-Martin-Vésubie

Berthold Marx wurde am 26. Juli 1939 von Heilbronn aus nach Herrlingen deportiert, wo er in das von den Geschwistern Essinger gegründete jüdische Altersheim kam. Von Herrlingen kamen die verfolgten Juden nach Oberstotzingen. Dort war er im Schloss Oberstotzingen untergebracht. Von dort wurde er am 22. August 1942 ins KZ Theresienstadt deportiert, wo er am 15. Januar 1943 starb. Seine Ehefrau Emma Marx geb. Jaraczewsky war bereits am 25. Februar 1926 verstorben.

##### Deportationen in Lamalou-les-Bains
Ein Teil der Familie hielt sich ab 1939 in Luxemburg auf, musste aber am 7. November 1940 nach Frankreich flüchten. Nachdem sie einer Festnahme im August 1942 entkommen waren, flüchteten sie nach Montpellier und anschließend nach Lamalou-les-Bains (Hérault), wo Ludwig Marx im Februar 1943 jedoch von der französischen Polizei inhaftiert, in das Sammellager Drancy bei Paris gebracht, einen Monat später ins KZ Majdanek deportiert und zwei Tage nach seiner Ankunft ermordet wurde. 

##### Flucht nachSaint-Martin-Vésubie
Die Juden flüchteten in die italienische Besatzungszone Frankreichs, weil sie „in den Italienern, die sie gut behandelten, eine Schutzmacht“ sahen. Walter Marx, Johanna Marx und Werner Isaac konnten nun in das südfranzösische, italienisch besetzte Alpenstädtchen Saint-Martin-Vésubie flüchten, wo sich fast 1000 Juden aufhielten. Marx und Isaac erhielten Papiere und hatten sich jeden Tag bei der italienischen Militärpolizei zu melden.

##### Überquerung der Alpen
Als Italien am 8. September 1943 mit den Alliierten den Waffenstillstand von Cassibile geschlossen hatte verbreitete sich das Gerücht, dass Deutsche in Nizza seien. Daraufhin brach eine große Panik unter den Juden aus. Sie wollten weiter fliehen, um nicht „in die Hände der Deutschen zu fallen“. Daher flüchteten die Juden mit den abziehenden italienischen Truppen zusammen über die Alpen. Sie hofften, auf Truppen der Alliierten zu treffen. Walter Marx wusste 2007 von der Überquerung der Alpen zu berichten:

„Es dauerte zwei bis drei Tage, bis wir die Alpen zu Fuß überquert hatten. Der Flüchtlingszug erinnerte an das Bild vom ›biblischen Exodus‹. Männer und Frauen, beladen mit Koffern und Taschen, die Babys und Kindern [sic!] trugen.“

##### Campo di concentramento Borgo San Dalmazzo
Am 12. September 1943 kamen Walter Marx, Johanna Marx und Werner Isaac in Borgo San Dalmazzo an, wo sie im Gasthaus Cavallo Rosso wohnten.
Nach einigen Tagen war Joachim Peiper mit einer von ihm befehligten Kompanie des 2. Bataillons der Leibstandarte SS Adolf Hitler dort. Am 18. September 1943 verbreitete die SS im Raum Cuneo Plakate des „Comando Germanico di Borgo San Dalmazzo“, auf denen den Juden befohlen wurde, sich bis 18:00 Uhr in Borgo San Dalmazzo vor der Caserma degli Alpini – einer aufgelassenen Kaserne der italienischen Gebirgsjäger – zu melden. Die SS hatte damit gedroht, dass die Menschen, die die Juden versteckten, erschossen würden. Der Befehl wurde von Hauptsturmführer Müller signiert. Walter Marx beschrieb ihre verzweifelte Lage:

„Als wir von dem Aufruf hörten, entschieden wir, unsere Unterkunft zu verlassen, wie wir unsere Gastwirte nicht in Gefahr bringen wollten. Für einige Stunden versteckten wir uns in einem Heustall außerhalb Borgos und besprachen unsere Lage. Wir waren erschöpft, besaßen weder Geld noch Papiere – und wer würde uns schon nach Androhung der Todesstrafe verstecken. So beschlossen wir, uns zu melden.“

Die Juden, unter ihnen die Mitglieder der Familie Marx, wurden von der SS verhaftet. Laut Alberto Cavaglion erhielt Walter Marx die Inhaftierungsnummer 225, Johanna Marx die Nr. 226 und Werner Isaac die Nr. 227, wo sie zum letzten Mal noch als Familie zusammen waren. 
Alberto Cavaglion hat in seinem Werk Nella notte straniera : gli ebrei di S. Martin Vésubie e il campo di Borgo S. Dalmazzo, 8 settembre-21 novembre 1943 folgende Liste publiziert, die sich im Archivio Comunale di Borgo S. Dalmazzo befindet: Liste männlicher Juden, älter als 18 Jahren, Oktober 1943, im deutschen KZ in Borgo S. Dalmazzo. Darin erscheinen Walter Marx und Isaac Werner:

„Marx Walter – pat.[ernità] Lodovico – mat.[ernità] Isaac Gianna – n.[ato] Heilbronn 27-2-1926 – apprendista – s.f.d. - naz. germanica – razza ebraica Suppl. 8 Non deportato
übersetzt auf Deutsch:
Marx Walter – Vat.[erschaft] Lodovico – Mut.[terschaft] Isaac Johanna – geb.[oren] Heilbronn 27-2-1926 – apprendista – s.f.d. - Staatsbürgerschaft germanisch – Rasse hebräisch Suppl. 8 Nicht deportiert.“

„Isaac Werner – pat.[ernità] Max – mat.[ernità] Marx Hanzi – n.[ato] Merzig 30-6-1926 – s.f.d. - naz. germanica – razza ebraica Suppl. 21 – I
 übersetzt auf Deutsch:
Isaac Werner – Vat.[erschaft] Max – Mut.[terschaft] Marx Hansi – geb.[oren] Merzig 30-6-1926 – Staatsbürgerschaft germanisch – Rasse hebräisch.“

Sie wurden in das von den Deutschen neu eingerichtete Polizeihaftlager Borgo San Dalmazzo gebracht. 
Walter Marx erinnerte sich an die Situation dort und bewertete das Verhalten der SS gegenüber den dort inhaftierten Juden wie folgt:

„[…] Dabei wurde der sechszehnjährige Michel Marienberg so übel verdroschen, dass er in ein Hospital gebracht werden musste […] Die SS-Männer im Lager […] waren […] mit Pistolen bewaffnet. Ich kann mich […] ganz genau an ein Detail ihrer Uniform erinnern: Sie trugen den Namen Adolf Hitler auf ihren Ärmeln […] Rückwirkend betrachtet glaube ich, dass die SS sich nur deshalb so human verhielt, um gegenüber der italienischen Bevölkerung ein gutes Bild abzugeben.“

##### Deportationen in Borgo San Dalmazzo
Laut Liliana Picciotto Fargion, Jens Westemeier und Alberto Cavaglion wurde die Mutter Johanna Isaac in Borgo S. Dalmazzo (CN) am 18. September 1943 von den Deutschen (»da tedeschi«) inhaftiert und in „Borgo S. Dalmazzo campo“ festgehalten. Am 21. November 1943 wurde sie über das Sammellager Drancy in das KZ Auschwitz-Birkenau deportiert, wo sie starb.
Liliana Picciotto Fargion schreibt:
Alberto Cavaglion hat in seinem Werk Nella notte straniera : gli ebrei di S. Martin Vésubie e il campo di Borgo S. Dalmazzo, 8 settembre-21 novembre 1943 die Liste der Deportierten von Borgo S. Dalmazzo publiziert, die sich im Archivio Comunale di Borgo S. Dalmazzo befindet. Darin erscheint auch Johanna Marx:

„Marx Giovanna – pat.[ernità] Isidoro – mat.[ernità] Reiss Rosa – n.[ato] Merzig 29-4-1900 – s.f.d. - naz. germanica – razza ebraica N[ice-]D[rancy Convoi du] 25, 42 – D[rancy-]A[uschwitz], [Convoi n.] 64
 übersetzt auf Deutsch:
Marx Johanna – Vat.[erschaft] Isidor – Mut.[terschaft] Reiss Rosa – geb.[oren] Merzig 29-4-1900 – Staatsbürgerschaft germanisch – Rasse hebräisch N[izza-]D[rancy Konvoi vom Datum] 25, 42 – D[rancy-]A[uschwitz], [Konvoi Nummer] 64.“

##### Memoriale della Deportazione Borgo San Dalmazzo

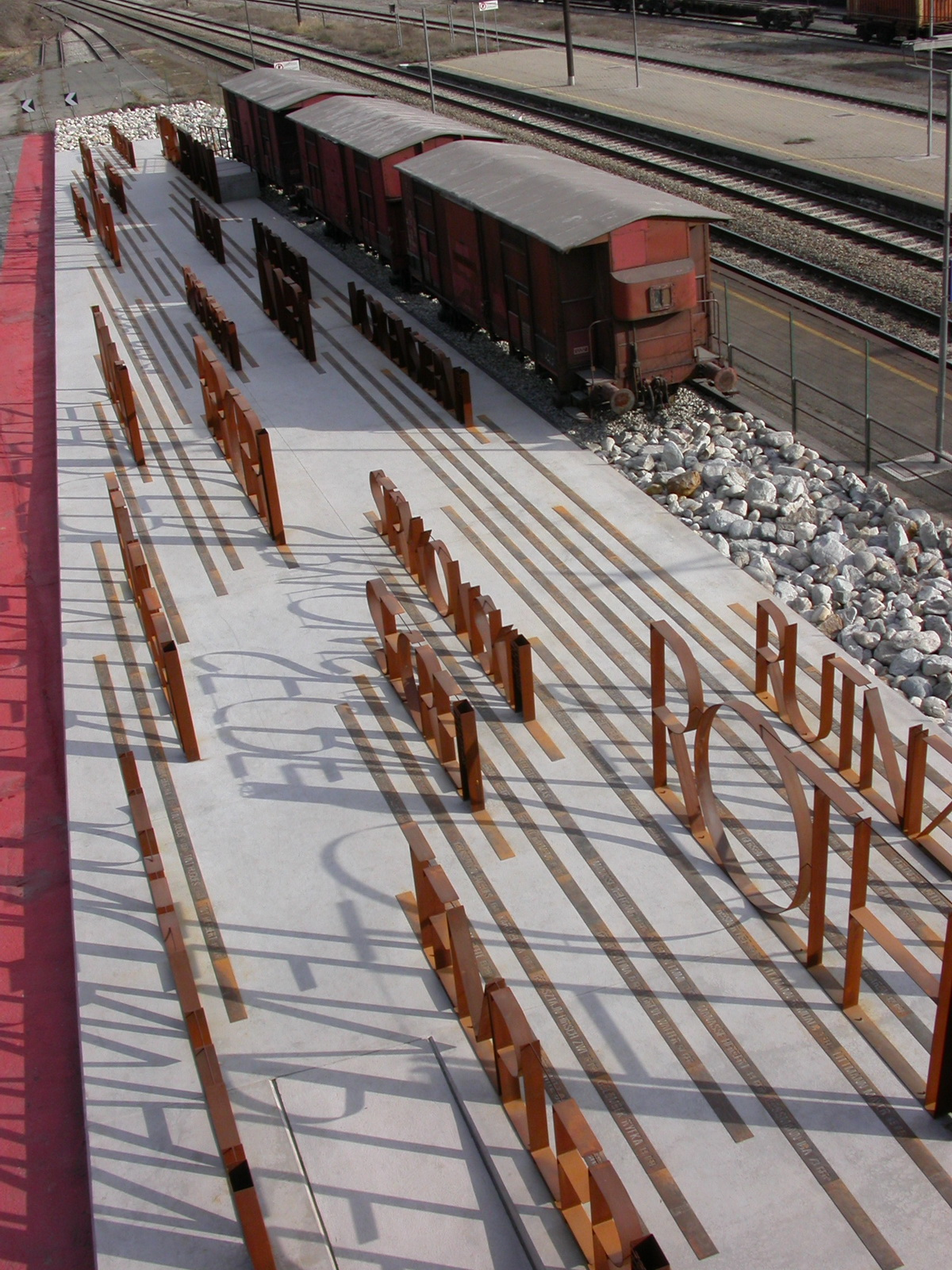
KZ-Denkmal Borgo San Dalmazzo

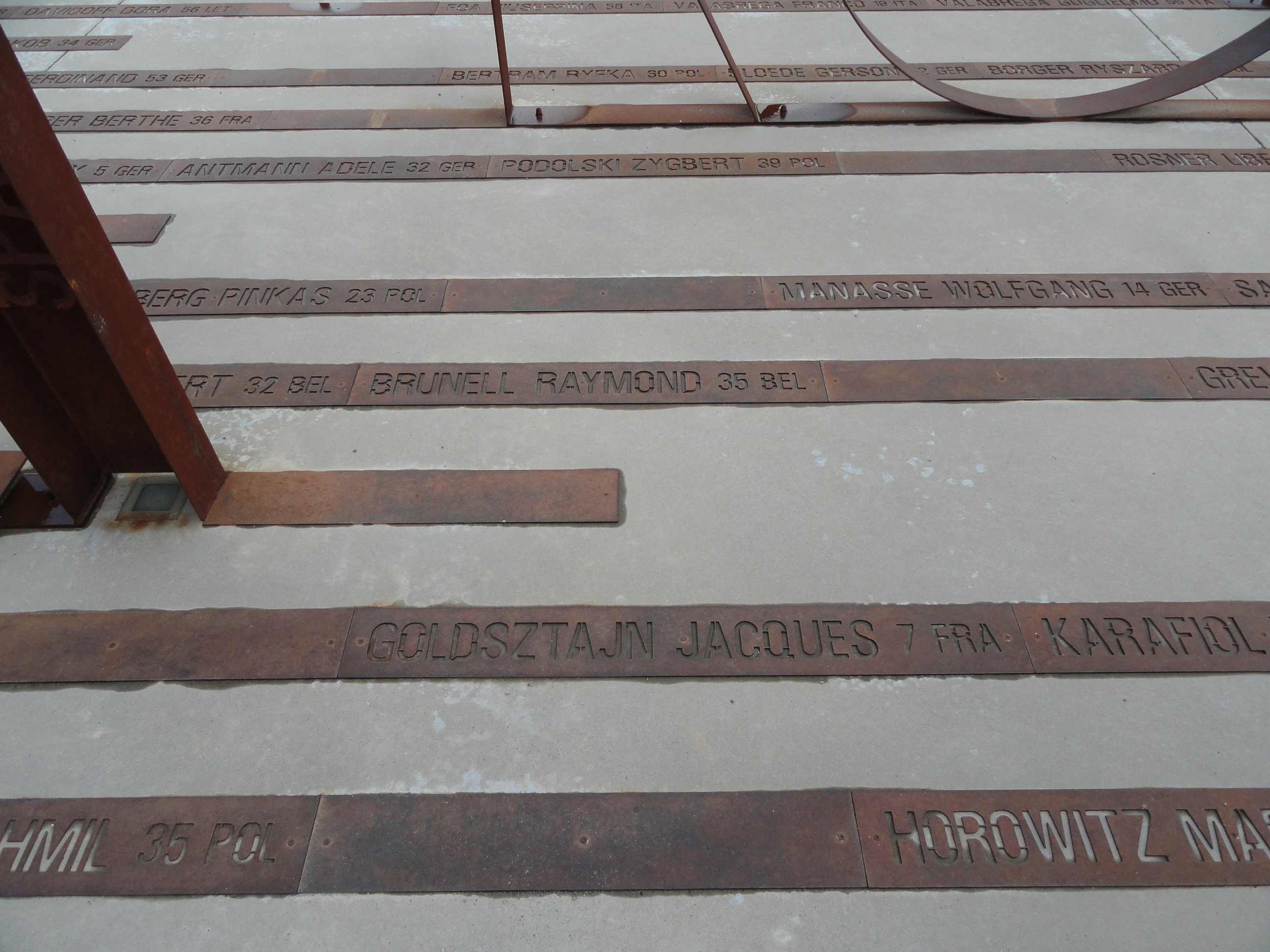
Cuneo – Borgo San Dalmazzo – Mémorial

Johanna Marx wurde im Bahnhof Borgo San Dalmazzo mit einer Inschrift in die Gleise gedacht. Ihr Name wurde in die Mahn- und Gedenkstätte für die im Raum Borgo verhafteten und in Auschwitz ermordeten Menschen eingetragen.
Juliane Wetzel beschreibt die Memoriale della Deportazione, diese Mahn- und Gedenkstätte für die im Raum Borgo verhafteten und in Auschwitz ermordeten Menschen:

„Am 30. April 2006 wurde am Bahnhof des kleinen Ortes ein Mahnmal (Memoriale della Deportazione) errichtet, das aus einem Bahnsteig – in den alle Namen, die Nationalität und das Alter der Deportierten eingelassen sind – und zwei offenen Viehwaggons besteht. Überlebt haben von den Deportierten zwölf Personen, ihre Namen sind auf senkrecht stehenden Stelen eingraviert.“

##### Entkommen und Überleben von Walter Marx
Alberto Cavaglio beschreibt das Entkommen und Überleben von Walter Marx als „wahrhaft kurios“. Am Abend des 16. Oktober 1943 erlitt er einen Arbeitsunfall, anschließend wurde er in das Krankenhaus nach Cuneo eingeliefert, daher konnte er auch nicht nach Auschwitz deportiert werden.

„‚ Analogo salvataggio fu quello, veramente curioso, di Marx Walter (n. 225 dell'elenco internati). Così infatti si legge in un certificato del Sindaco di Borgo, rilasciato, su richiesta dell'interessato, dopo la Liberazione: Il Sindaco sulla scorta degli atti di ufficio certifica: 1) che il signor Marx Walter, proveniente dalla residenza forzata di St.-Martin-Vésubie (Francia) è stato internato in questo campo di concentramento in data 18 settembre 1942 per ordine del Comandante Germanico delle SS Capitano Müller. 2) che lo stesso Marx Walter, mentre la sera del 16 ottobre 1943, verso le ore 19, tornava con altri compagni su un autocarro del lavoro effettuato per conto delle SS germaniche, sotto il cavalcavia ferroviario rimase schiacciato, causa l' oscurità, tra l' autocarro e un carro armato tedesco di guardia, riportando la frattura parcellare della prima vertebra sacrale D. 3) che la stessa sera del 16 ottobre 1943 il Marx Walter venne ricoverato nell'Ospedale Civile di questo Comune, e il giorno successivo, 17 ottobre 1943, trasportato all' Ospedale di Cuneo.‘
 Übersetzung aus dem Italienischen ins Deutsche:
Eine ähnliche Rettung war die des Marx Walter. Auf der Grundlage von Akten der Geschäftsstelle bescheinigt der amtierende Bürgermeister: 1), dass Herr Walter Marx, aus dem Hausarrest von St.- Martin-Vésubie (Frankreich) kommend in diesem Lager am 18. September 1942 im Auftrag der Befehlshaber der deutschen SS-Hauptmann Müller inhaftiert wurde. 2), dass derselbe Walter Marx, am Abend des 16. Oktober 1943, um 19 Uhr auf einem LKW fuhr für Arbeiten im Auftrag der deutschen SS. Bei der Überquerung einer Eisenbahnbrücke gab es in der Dunkelheit einen Unfall zwischen dem LKW und einem deutschen Panzer der Wache. Infolge dessen lag er zerschlagen unter der Bahnbrücke und erlitt einen gebrochenen ersten Kreuzbeinwirbel D. 3), am selben Abend des 16. Oktober 1943 wurde Walter Marx ins örtliche Krankenhaus, und am nächsten Tag, 17. Oktober 1943 zu Krankenhaus von Cuneo transportiert.“

Laut Susan Zuccotti versteckte er sich bis zum Ende des Krieges in den Bergen der Provinz Cuneo, wo er im Widerstand aktiv war.

##### Deportationen in München
Berthold Marx’ Tochter Berta Eskeles, die mit ihrem Mann und ihrer Tochter Lore in Zweibrücken und später München wohnte, wurde am 20. November 1941 von München aus nach Fort IX deportiert, wo sie am 25. November 1941 ermordet wurde. Das gleiche Schicksal erlitten ihr Ehemann Hugo Eskeles und ihre Tochter Lore. Ihre jüngere Schwester Hanna Isaak emigrierte Juli 1939 über England in die USA, von wo aus sie zusammen mit ihrem Neffen Walter Herbert Marx die Rückübertragung des Hauses ihres Vaters beantragte.

#### Rückerstattungsverfahren in Heilbronn
Das im Dritten Reich arisierte Unternehmen und das Haus Wilhelmstraße 54 des Berthold Marx waren in der Nachkriegszeit Gegenstand eines Rückerstattungsverfahrens, das durch Berthold Marx’ Tochter – die Witwe Hannchen Isaac geb. Marx – und durch Berthold Marx’ Enkelsohn Walter Herbert Marx – alle wohnhaft in New York – geführt wurde.

#### Stolperstein für Johanna Isaac in Rehlingen-Siersburg
Johanna Isaac gehörte zu der jüdischen Gemeinde Rehlingen-Siersburg, die sich aus Rehlingen mit Büren, Fremersdorf, Itzbach und Siersdorf zusammensetzte. Sie erhielt einen Stolperstein in Rehlingen-Siersburg.

„Seit Mai 2010 wurden in Rehlingen-Siersburg ‚Stolpersteine‘ zur Erinnerung an die in der NS-Zeit Umgekommenen verlegt […] In Rehlingen-Siersburg werden heute zehn weitere ‚Stolpersteine‘ in die Gehsteige eingelassen.“

Die Angaben für die in der NS-Zeit Ermordeten stammen aus dem Gedenkbuch – Opfer der Verfolgung der Juden unter der nationalsozialistischen Gewaltherrschaft in Deutschland 1933–1945.

## Rezeption
Dem Leben und Tod von Mitgliedern der Familie Berthold Marx aus Heilbronn haben sich Hans Franke, Susan Zuccotti und Alberto Cavaglion gewidmet. Liliana Picciotto Fargion widmet sich dem Schicksal von Johanna Isaac. Jens Westemeier beschreibt die gesamte Familie, dessen Leben und Sterben „exemplarisch für das Schicksal Unzähliger“ steht.